# Edward Livingston
Edward Livingston (ur. 28 maja 1764 w Clermont, zm. 23 maja 1836 w Rhinebeck) – amerykański polityk.

## Życiorys
Urodził się 28 maja 1764 roku w Clermont. Podstawowe nauczanie odebrał od prywatnych nauczycieli, a w 1871 roku ukończył studia na Uniwersytecie Princeton, po którym studiował nauki prawne w Albany. Po ukończeniu studiów został przyjęty do palestry i otworzył prywatną praktykę prawniczą w Nowym Jorku. W 1794 roku został wybrany do Izby Reprezentantów (z ramienia Partii Demokratyczno-Republikańskiej), gdzie zasiadał przez 6 lat. W latach 1801–1803 pełnił funkcję prokuratora okręgowego, a także burmistrza Nowego Jorku. Został wówczas pociągnięty do odpowiedzialności, gdy jeden z jego podwładnych urzędników doprowadził do utraty publicznych pieniędzy. W wyniku tego wydarzenia, zrezygnował z obu pełnionych przez siebie funkcji i przeniósł się do Luizjany, gdzie otworzył prywatną praktykę prawniczą. W czasie wojny z Wielką Brytanią, wziął udział w bitwie pod Nowym Orleanem. Na początku lat 20. zasiadał w legislaturze stanowej i napisał stanowy kodeks prawa karnego. W 1823 roku został ponownie wybrany do izby niższej Kongresu, gdzie zasiadał przez sześć lat. W 1828 roku wygrał wybory do Senatu, w którym urzędował do 1831 roku, kiedy to zrezygnował na rzecz objęcia stanowiska sekretarza stanu, w gabinecie Andrew Jacksona. Jako członek rządu, przygotowywał proklamację antynullifikacyjną wobec stanowiska Karoliny Południowej. W 1833 roku zakończył urzędowanie jako sekretarz stanu i został posłem pełnomocnym we Francji na dwa lata. Zmarł 23 maja 1836 roku w Rhinebeck.
Jego bratem był Robert R. Livingston, a kuzynami: Philip Livingston i William Livingston.